# Katrien Seynaeve
Katrien Seynaeve (Gent, 21 november 1949) is een Vlaams jeugdauteur.

## Biografie
Katrien Seynaeve studeerde psychologie aan de Gentse universiteit en Hebreeuws aan de Hebreeuwse universiteit in Jeruzalem. Zij werkte jaren als lerares opvoedkunde in de lerarenopleiding in Kortrijk. Momenteel geeft ze les in Oostende aan de Hogeschool West-Vlaanderen, departement Vesalius/HISS.
Naast lezen, fotograferen en reizen, is schrijven een van haar grote passies. Haar jarenlange interesse voor Israël en het Jodendom bracht haar tot het schrijven van haar eerste jeugdroman Vrede nu?, een genuanceerd en objectief beeld van de gebeurtenissen in Sabra en Shatila in 1982. Ze won er de prijs van de Kinder- en Jeugdjury Vlaanderen mee in 1986. Sindsdien is haar belangstelling voor de Israëlisch/Palestijnse kwestie alleen maar gegroeid en schreef ze over dit onderwerp nog Grenzen en Zeepbellen voor Noa. Aan elk boek gaat een degelijke voorbereiding vooraf. Ze reist naar de plaats van het gebeuren en probeert er de sfeer op te snuiven. Haar romans hebben dan ook een hoog realiteitsgehalte; de schrijfster zegt trouwens van zichzelf dat ze weinig fantasie heeft.
Katrien Seynaeve is geen veelschrijfster. Het duurt soms jaren voor een boek klaar is, omdat er zoveel opzoekingswerk aan voorafgaat. Ze besteedt veel aandacht aan de opbouw van haar verhalen en aan de psychologie van haar personages. De manier waarop ze eerlijk en gevoelig grote thema's aanpakt, maakt van haar een sterk auteur. Ze laat hierbij het oordeel over aan de lezer: haar boeken zetten aan tot nadenken over actuele problemen en conflicten en roepen op om een genuanceerd persoonlijk standpunt te bepalen. Haar werk ligt op de grens tussen jeugdromans en boeken voor volwassen. 

## Prijzen
- 1986 Kinder- en Jeugdjury Vlaanderen voor Vrede nu?
- 1986 Aanmoedigingspremie Provincie Oost-Vlaanderen voor Vrede Nu?
- 1987 Premie Letterkunde van de Provincie West-Vlaanderen voor Vrede nu?
- 1989 Jacob van Maerlantprijs voor Een wolk als afscheid
- 1993 Premie Letterkunde van de Provincie West-Vlaanderen voor Een wolk als afscheid
- 1998 Prijs Letterkunde van de Provincie Oost-Vlaanderen voor Een Piano in de tuin
- 2003 Eervolle vermelding UNESCO voor Grenzen

## Vertalingen
- Oeboentoe is in 1993 ook in het Duits verschenen, onder de titel Ubuntu - Schritte zwischen Schwarz und Weiß, uitg. Herder Freiburg im Breisgau (1993) ISBN 3-451-23005-4